# Nordische Skiweltmeisterschaften 1926/Teilnehmer (Norwegen)
| Goldmedaillen | Silbermedaillen | Bronzemedaillen |
| ------------- | --------------- | --------------- |
| 2             | 2               | 3               |

Norwegen wurde bei den vom Internationalen Skiverband rückwirkend zu den 3. Nordischen Skiweltmeisterschaften erklärten FIS-Rennen von 1926 in Lahti in Finnland von 10 Athleten vertreten.
Die erfolgreichsten norwegischen Teilnehmer waren Johan Grøttumsbråten und Jacob Tullin Thams mit ihren Siegen in der Nordischen Kombination und im Skispringen. Überhaupt zeigten die Norweger in diesen beiden Disziplinen ihre Überlegenheit mit dem Gewinn aller möglichen Medaillen. In den beiden Skilanglaufwettbewerben brachten es die Norweger hingegen nur auf eine Bronzemedaille durch Olav Kjelbotn üm Dauerlauf über 50 km.

## Teilnehmer und Ergebnisse
| Sportler             | Verein od. Ort      | Skilanglauf 30 km | Skilanglauf 50 km | Skispringen K-40 | Nord. Komb. K-40/15 km |
| -------------------- | ------------------- | ----------------- | ----------------- | ---------------- | ---------------------- |
| Otto Aasen           | Rjukan IF           | –                 | –                 | 2.               | 4.                     |
| Asbjørn Elgstøen     | Nordmarkens IF      | –                 | DNS               | DNF              | 9.                     |
| Johan Grøttumsbråten | Sørkedalens IF      | –                 | DNS               | 4.               | 1.                     |
| Thorleif Haug        | SBK Drafn (Drammen) | –                 | –                 | DNF              | 2.                     |
| Ole Hegge            | Bardu Skilag        | 10.               | 4.                | –                | –                      |
| Lars Høgvold         | Lillehammer SK      | –                 | –                 | 6.               | DNF                    |
| Olaf Kjelbotn        | Namsos IL           | 7.                | 3.                | –                | –                      |
| Einar Landvik        | Rjukan IF           | –                 | –                 | 18.              | 3.                     |
| Georg Østerholt      | Gjerstad            | –                 | –                 | 3.               | 15.                    |
| Jacob Tullin Thams   | IF Ready (Oslo)     | –                 | –                 | 1.               | 11.                    |